# Euphorbia ponderosa
Euphorbia ponderosa är en törelväxtart som beskrevs av Susan Carter. Euphorbia ponderosa ingår i släktet törlar, och familjen törelväxter.
Artens utbredningsområde är Somalia. Inga underarter finns listade i Catalogue of Life.